# جمال‌الدین موسوی
جمال‌الدین موسوی از مجریان برنامه‌های خبری و سیاسی تلویزیون فارسی بی‌بی‌سی و مجری برنامه شصت دقیقه است. او روزنامه‌نگاری را از شهر مشهد آغاز کرد و سال‌ها سردبیر یک نشریه محلی در این شهر بود. نشریه‌ای که برای پناهندگان افغان چاپ می‌شد.
در همین حال جمال‌الدین موسوی مدیر یک پروژه کمیساریای عالی سازمان ملل متحد در امور پناهندگان در مشهد بود که به آموزش رایانه و روزنامه‌نگاری به افغانی‌ها می‌پرداخت. او از سال ۲۰۰۱ کارش را در بی‌بی‌سی با برنامه «بازگشت» آغاز کرد. برنامه‌ای مشترک بین کمیساریای عالی سازمان ملل متحد و بخش فارسی بی‌بی‌سی. پس از آن وی همکاری‌اش را با رادیو و تلویزیون فارسی بی‌بی‌سی ادامه داد و به استخدام این شبکه درآمد.
در سال ۲۰۰۹ و با آغاز کار تلویزیون فارسی بی‌بی‌سی او از جمله نخستین مجریان این شبکه خبری بود که امور ایران را تحلیل می‌کند. ایران، امارات متحده عربی و بریتانیا به عنوان خبرنگار بی‌بی‌سی کار کرده است و مقالات متعددی از او در سایت فارسی بی‌بی‌سی منتشر شده است. او حالا از مجریان برنامه شصت دقیقه و برنامه صفحه دو در  بی‌بی‌سی فارسی است.
جمال‌الدین موسوی یک مستند به نام  مثلث ابهام درباره برنامه اتمی ایران ساخته است که تمرکز آن بر روی سه سایت هسته ای فردو، نطنز و اراک است. از این گزارش در مستند روزهای صفر ساخته الکس گیبنی کارگردان آمریکایی برنده جایزه اسکار استفاده شده است.